# 山嵐 (アルバム)
『山嵐』(やまあらし)は、日本のミクスチャーロックバンド・山嵐の1枚目のアルバムである。

## 収録曲
1. 山嵐
2. BOXER'S ROAD
3. マイナス思考
4. DO YOUR DUTY
5. 未開の地から'97
6. 手間いらず〜テーマいらず〜
7. NEXT ROUND